# Monumento a la Federación Venezolana

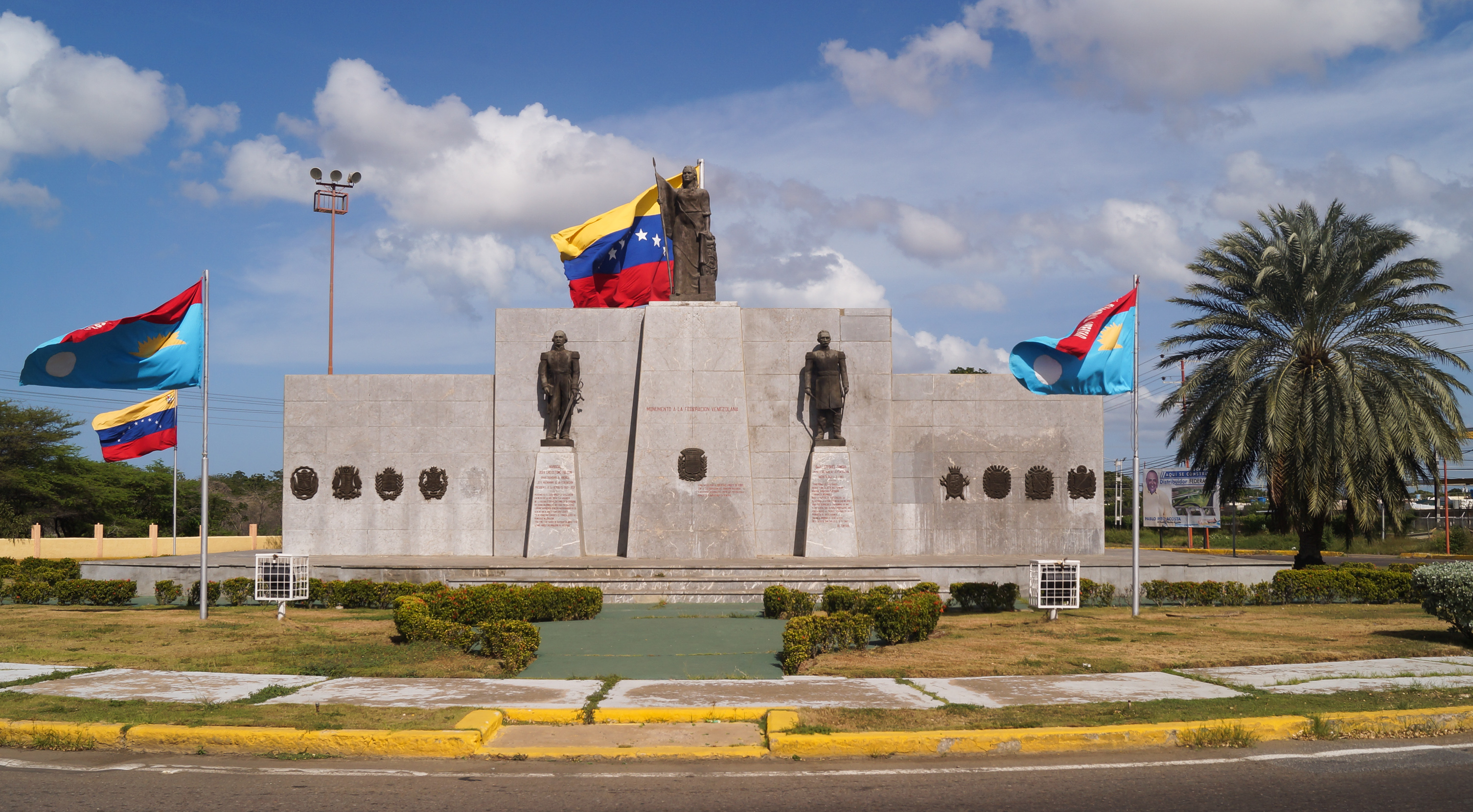
Monumento a la Federación Venezolana, Coro.

El Monumento a la Federación Venezolana es un monumento en la ciudad de Coro, Venezuela. Se ubica sobre la Avenida Independencia, en el ingreso nororiente de la ciudad. Conocido localmente como el Paredón, el Monumento fue erigido durante la gestión de Pedro Luis Bracho Navarrete como gobernador del Estado Falcón y fue inaugurado el 20 de febrero de 1969. Si bien el gobierno aportó fondos para el Monumento, la Sociedad de Amigos de Coro se encargó de la ejecución de las obras. El escultor del monumento fue Santiago Poletto.
Rodeado de mástiles de bandera, el monumento mide aproximadamente 7 metros de altura y 21 metros de ancho y consta de una estructura de hormigón recubierta de losas de mármol. Hay una pared principal y tres pedestales, cada uno con una estatua. La estatua de la izquierda representa al general Ezequiel Zamora, sosteniendo una espada y una vaina. La estatua central representa a una mujer sosteniendo un escudo y un estandarte (esta estatua a menudo ha sido atribuida erróneamente a Josefa Camejo). La estatua de la derecha representa al mariscal Juan Crisóstomo Falcón, sosteniendo un libro y una espada. El muro cuenta con 21 escudos de bronce, que representan los 21 estados de Venezuela existentes en el momento de la construcción del Monumento. En la parte posterior del monumento hay un cañón. Entre 2012 y 2018, el Monumento sufrió daños, ya que escudos y letras de bronce fueron rotos por ladrones para venderlos como chatarra. Según se informa, se habían retirado 10 de los 21 escudos. La retirada de los escudos también dañó varias de las losas de mármol.